# Televisión en Japón
La televisión en Japón comenzó en el año 1939, siendo uno de los primeros países en realizar emisiones experimentales. La Segunda Guerra Mundial provocó un parón en su desarrollo, y las emisiones de carácter regular no tuvieron lugar hasta el año 1951.
Los japoneses deben pagar un impuesto anual para mantener NHK, servicio público de radio y televisión, que varía dependiendo del método de pago o del tipo de recepción de la señal. El sistema empleado en Japón es similar al de Estados Unidos, Brasil o Australia, con redes de televisión y emisoras afiliadas.

## Historia
Aunque las emisiones experimentales comenzaron en 1939 no hubo señal regular hasta la década de 1950, cuando el canal generalista de NHK (JOAK-TV, Canal 1), de carácter público e independiente del gobierno, comienza a emitir. Tres años después comienzan las emisiones regulares de la primera emisora privada, propiedad del Yomiuri Shimbun, llamada Nippon Television (JOAX-TV, Canal 4). Para lograr una mayor difusión se instalaron varios televisores en lugares públicos (como estaciones de tren o restaurantes), y se logró una importante popularidad del sistema. Años más tarde surgirían las demás cadenas de televisión en el siguiente orden: KRT (JOKR-TV (más tarde JORX-TV), Canal 6), NET (JOEX-TV, Canal 10), Fuji TV (JOCX-TV, Canal 8) y Tokyo Channel 12 (JOTX-TV, Canal 12). Estas contarían con una cadena matriz y una red de emisoras que distribiurían su señal por los diferentes puntos del país.
Durante los primeros años la mayor parte de la programación de las cadenas eran programas internacionales. Pero a partir de los años 1960 comenzó a aumentar la producción propia. En la década de 1980 menos del 5% de los programas de televisión emitidos en Japón eran extranjeros. El desarrollo del sistema propició el lanzamiento, por parte de NHK, de un segundo canal (JOAB-TV, Canal 3). Mientras que en el generalista emitiría informativos, cultura y programas de entretenimiento, en el segundo canal pasaría programación de carácter educacional. Las emisiones en color comenzarían a partir de 1960.
Japón fue uno de los pioneros en la televisión de alta definición implementada en el sistema analógico. Desde el año 2003 comenzaron las emisiones en alta definición a través de televisión digital, que ha ido extendiéndose con el paso del tiempo. El estándar empleado en el país es ISDB-T. Las emisiones analógicas terminaron el 24 de julio de 2011. A mediados de 2018 comenzó la transmisión en 4k por parte de NHK, además se han empezado las pruebas para emitir en UHD (8k) se estimó que para antes del 2025 se podrá ver en televisores que soporten esta definición

## Redes de televisión
Las concesiones privadas de televisión son supervisadas por el Ministerio de Telecomunicaciones, que las renueva cada tres años. El sistema de emisión consiste en una cadena principal (normalmente con sede en Tokio) y diferentes emisoras afiliadas a una red. Las redes de televisión son las siguientes:
- Nippon Hoso Kyokai: Conocida como NHK, es el servicio público de radio y televisión. Se financia a través de un impuesto, de forma similar a otros grupos como la BBC. Es independiente del Gobierno y debe ofrecer un punto de vista imparcial en sus informativos, además de garantizar el servicio público en sus emisiones. Tiene dos canales de televisión: NHK -G (generalista) y NHK -E (educacional). Emite para todo el país y no depende de emisoras asociadas.
- Nippon News Network: Encabezada por Nippon Television, es propiedad del Yomiuri Shimbun y la emisora comercial más antigua del país.
- Japan News Network: Encabezada por Tokyo Broadcasting System.
- Fuji News Network: Encabezada por Fuji Television.
- All-Nippon News Network: Encabezada por TV Asahi.
- TV Tokyo Network: Encabezada por TV Tokyo. No tiene emisoras en algunas partes del país.

Cada red tiene una señal satelital bajo el sufijo BS. NHK tiene dos actualmente. El 1 de diciembre, se produjo el lanzamiento de cada una de las señales 4K (salvo Nittele que se lanza el año próximo, mientras que NHK, además, lanzó también una señal 8K).
Además cabe destacar las diferentes emisoras locales independientes que emiten en sus ciudades, como Tokyo MX (Tokio) o Sun TV (Hyogo), y las cadenas que emiten a través del satélite, tanto de las redes nacionales como las exclusivas de ese sistema (por ejemplo, WOWOW).

## Programación
La programación de cada cadena depende de la estación que la emite, pero por norma general suelen seguir un mismo sistema. Predominan los programas informativos, dorama, anime y entretenimiento. El prime time está situado en torno a las 19:00 horas. Las producciones seriadas suelen estar subdivididas, por lo general, en 13 episodios por temporada o kūru (クール), del término francés "cours" (tanto en singular como en plural) para "curso", en caso de ser semanales; que es un periodo de tres meses de duración. Cada kūru suele tener su propia secuencia de imágenes y canción de apertura y final, cuyas grabaciones suelen venderse. En algunas series de televisión también se utiliza como subdivisión un periodo de seis meses de 26 episodios. Lo más frecuente es que la mayor parte de la programación emitida en abierto sea producción nacional.